# Флаг «Утренняя звезда»
Флаг «Утренняя звезда» — флаг, с 1961 года используемый движением за независимость Западного Папуа.

## История
После территориальных выборов в феврале 1961 года Совет Новой Гвинеи — представительский орган, состоящий из 28 человек, постановил создать Национальный комитет для разработки флага и гимна, а также Манифеста, выражающего стремление к независимости региона. Дизайн флага создал Николас Жуу. Совет Новой Гвинеи одобрил результаты деятельности комитета 30 октября 1961 года, и первый флаг «Утренней звезды» был представлен губернатору Платтелю 31 октября 1961 года. Голландские власти не признавали наименование флага, признавая его территориальным, но не национальным флагом.
Церемония инаугурации состоялась 1 декабря 1961 года, когда флаг впервые был официально поднят за пределами здания Совета в присутствии губернатора вместе с голландским флагом.
1 июля 1971 года в Маркас-Виктория в Западном Папуа бригадный генерал Сет Джафет Румкорем, лидер военизированного движения за независимость Папуа, провозгласил в одностороннем порядке Папуа-Барат, или Западное Папуа, как независимую демократическую республику. Флаг «Утренняя звезда» был объявлен национальным флагом.
Флаг «Утренняя звезда» является символом ряда движений за независимость Западного Папуа. Специальные церемонии по водружению флага проходят 1 декабря каждого года, чтобы ознаменовать первый подъём флага в 1961 году. Водружение флага «Утренней звезды» препятствуется индонезийскими властями, которые отстаивают суверенитет и территориальную целостность Индонезии.
Двое папуасов, Филеп Карма и Юсак Пакадж, были приговорены к, соответственно, 15 и 10 годам тюремного заключения за водружение флага в Джаяпуре в 2004 году. Пакадж был выпущен в 2010 году, проведя в заключении пять лет от общего срока, Карма освобождён в ноябре 2015 года. Международная организация «Amnesty International» рассмотрела дела обоих узников и назвала освобождение Кармы «приоритетной задачей на 2011 год».